# Aplikacija zdravila
Aplikacija (uporaba) zdravila je vnašanje zdravila v organizem ali na njega. Način uporabe zdravila je naveden v navodilih za uporabo zdravila in nam pove, kakšen postopek in kakšno pot pri tem uporabimo. Način aplikacije je pomembno vodilo tudi pri izdelavi zdravila. Različne farmacevtske oblike so primerne za različne načine uporabe.
Učinkovine, ki npr. ne prehajajo iz prabavil v telo, ne smemo vgraditi v zdravilo, ki se daje skozi usta.

## Postopki uporabe (aplikacije) zdravila
Zdravilo lahko uporabimo po več različnih postopkih. V skladu z navodli za uporabo lahko nekatere tablete žvečimo, nekatere razpustimo v ustih, nekatere pogoltnemo cele in spet druge pred zaužitjem raztopimo v kozarcu vode. V vseh teh primerih je zdravilo uporabljeno po isti poti - uporaba skozi usta (peroralna aplikacija).

## Poti uporabe (aplikacije) zdravila
| Pot uporabe             | Razlaga                                                                         | Primer farmacevtske oblike                                                     |
| ----------------------- | ------------------------------------------------------------------------------- | ------------------------------------------------------------------------------ |
| peroralna/per os (p.o.) | se daje skozi usta in se pogoltne                                               | tableta, kapsula, raztopina                                                    |
| oralna                  | se daje v usta, kjer se zadrži                                                  |                                                                                |
| sublingvalna/podjezična | se da pod jezik, kjer učinkovina prehaja skozi sluznico v sistemski krvni obtok |                                                                                |
| nazalna                 | se daje v nos, deluje lokalno, redko sistemsko                                  | kapljice za nos, pršila za nos                                                 |
| intraartikularna        | se vbrizga v sklep                                                              |                                                                                |
| intravenska (i.v.)      | se vbrizga v žilo dovodnico                                                     | injekcija, infuzija                                                            |
| intraarterijska (i.a.)  | se vbrizga v žilo odvodnico                                                     | injekcija                                                                      |
| intralimfatična         | se vbrizga v bezgavko (zelo specifičen način)                                   |                                                                                |
| intramuskularna (i.m.)  | se vbrizga v mišico                                                             | injekcija                                                                      |
| subkutana (s.c.)        | se vbrizga pod kožo                                                             | injekcija                                                                      |
| intrakutana (i.c.)      | se vrizga v kožo v usnjico                                                      |                                                                                |
| transdermalna           | se vnaša skozi kožo                                                             | transdermalni obliž npr. z nikotinom za pomoč pri odvajanju od kajenja, mazilo |
| rektalna                | se vnese v danko                                                                | svečke                                                                         |
| vaginalna               | se vnese v nožnico                                                              | vaginalete, vaginalne globule                                                  |
| aplikacija z inhalacijo | se vdihne                                                                       |                                                                                |
| endobronhialna (e.b.)   | se s tubusom vnese v sapnico                                                    |                                                                                |
| intraperitonealna       | se vnese v trebušno votlino                                                     |                                                                                |
| intrakardialna          | se vbrizga v srce                                                               |                                                                                |
| intratekalna            | se vnaša v subarahnoidni prostor v hrbtenični kanal (pod pajčevnico)            |                                                                                |
| enteralna               | vsaka aplikacija, ki zajame prebavila                                           |                                                                                |
| parenteralna            | vsaka aplikacija, ki obide prebavila                                            |                                                                                |
| topična                 | se nanese le na določen predel (kože, sluznice ...)                             | krema, mazilo, pasta, losjon                                                   |